# Ak Bugha Naiman
Ak Bugha Naiman (+ vers 1400) fou un amir mongol de Tamerlà, originari de la tribu naiman.
Va servir amb Tamerlà durant la lluita contra els mongols o jats (1262-1265) i després de la victòria, amb Amir Husayn en el poder efectiu, Ak Bugha fou un dels amirs perseguits fiscalment dels quals Husayn es volia apoderar de les riqueses. El 1370 amb la victòria i conquesta de Balkh, Ak Bugha fou nomenat per Tamerlà amir del diwan. En el repartiment de funcions Ak Bugha fou designat supervisor d'edificis. També des de 1370, el seu fill Myan o Buyan Timur apareix com a governador de Xibarghan o Sheburghan, sent considerat, com el seu pare, un fidel personal de Tamerlà. El 1381 el seu nebot Timurtaix ja apareix com a governador de Tirmidh, càrrec que va conservar al menys fins al 1387 o 1388 i probablement mes temps
El 1375 durant l'expedició a Coràsmia, Tamerlà va deixar al Ak Bugha com a governador de Samarcanda. Els amirs Sar Bugha Kiptxak i Adil Shah Jalayir, comandants de l'exèrcit desplaçat al Mogolistan (mentre Tamerlà estava amb la resta de l'exèrcit camí de Coràsmia), portaven un pla preparat per revoltar-se aliats al governador d'Andijan, Hamdi; van reunir les forces dels jalayirs i quiptxaqs i van atacar Samarcanda, que van assetjar; els habitants es van defensar amb fletxes tant fortament que els assetjants van creure convenient aixecar el setge. Mentre el governador Ak Bugha havia enviat un missatger a Tamerlà informant del que passava i aquest, que ja estava una mica més enllà de Kath, nomes saber la notícia va tornar enrere; va enviar per davant al seu fill Jahangir ibn Timur mentre ell seguia al darrere amb el gruix de l'exèrcit; Jahangir va arribar a Bukharà i va disposar les seves forces per la batalla; va esperar als enemics en retirada a un lloc anomenat Kermin i quan van arribar els dos bàndols van entrar en combat; Jahangir els va derrotar. Els vençuts es van dispersar i molts es van refugiar a l'anomenat desert de Quiptxaq, territori de l'Horda Oriental (Blava o Blanca segons les fonts), on governava el tuluïda Urus Khan;.
El 1377 Tamerla va enviar un nou exèrcit al Mogolistan. Aquesta força estaria sota el comandament del príncep Umar Xaikh, auxiliat per Ak Bugha i Khetai Bahadur i aniria contra el kan Kamar al-Din. En la campanya de Coràsmia de 1379, es va lliurar batalla davant Urganj i en ella van destacar Eltxi Bugha i Anuxirwan, fill d'Ak Bugha que van resultar ferits greus; Elchi es va poder recuperar al cap del temps però Anuxirwan va morir.
El 1380 quan Miran Xah fou nomenat governador del Khurasan, Ak Bugha fou un dels amirs qui li foren assignats. El 1383 uns agitadors molts d'ells ghuris van provocar disturbis a Herat. Miran Xah va tenir notícies dels fets i va enviar un destacament sota Saif al-Din i Ak Bugha seguint ell mateix al darrere amb un fort contingent. Un combat a Khiavan, un sector de la ciutat, va acabar amb la derrota dels ghuris. Els agitadors es van dispersar i les tropes els van anar massacrant. Amb els caps dels morts es va fer una torre per servir d'exemple. La ciutat no es va rebel·lar mai més. L'amir dels Nikudaris estava fent actes de rebel·lia i tanmateix Shaikh Daud, que governava Sabzawar d'Herat (Isfizar), també estava rebel. Miran Xah va enviar a Sabzawar d'Herat a l'emir Ak Bugha des de Herat, seguit de prop per l'amir Hajji Saif al-Din Barles. Sabzawar fou assetjada i presa i molts rebels executats però Shaikh Daud va poder fugir a la fortalesa de Bedrabad, al cim d'una muntanya, on els van anar a assetjar els dos amirs. Timur va decidir marxar ell mateix cap Isfizar i Sistan. A Bedrabad fou assetjat per Ak Bugha fins que va arribar Tamerlà, va acampar prop d'Isfizar o Sabzawar d'Herat (novembre del 1383) i va agafar el control de les operacions que van acabar en matança
El 1385 en la campanya de l'Iraq Ajamita, Tamerlà va encarregar a Utx Kara Bahadur i Ak Bugha de passar el hivern amb l'exèrcit a Astarabad. Posteriorment va destacar en la conquesta de Kala Sefid, prop de Siraz, sent el primer en escalar la fortalesa i rebent com a premi honors i riqueses de Timur, riqueses que com que era un home molt modest no sabia ni que fer-ne. Després del 1393 se l'esmenta rarament i passa a tenir paper destacat el seu fill Timur Khoja ibn Ak Bugha. El 1399 encara apareix com un dels amirs d'Herat, quan Tamerlà va anunciar la concessió del virregnat de Khurasan, Mazanderan i Sistan al seu fill Xah Rukh. Probablement era bastant gran i va morir poc després ja que no torna a aparèixer.